# Lilla Ängby gård i Blackeberg

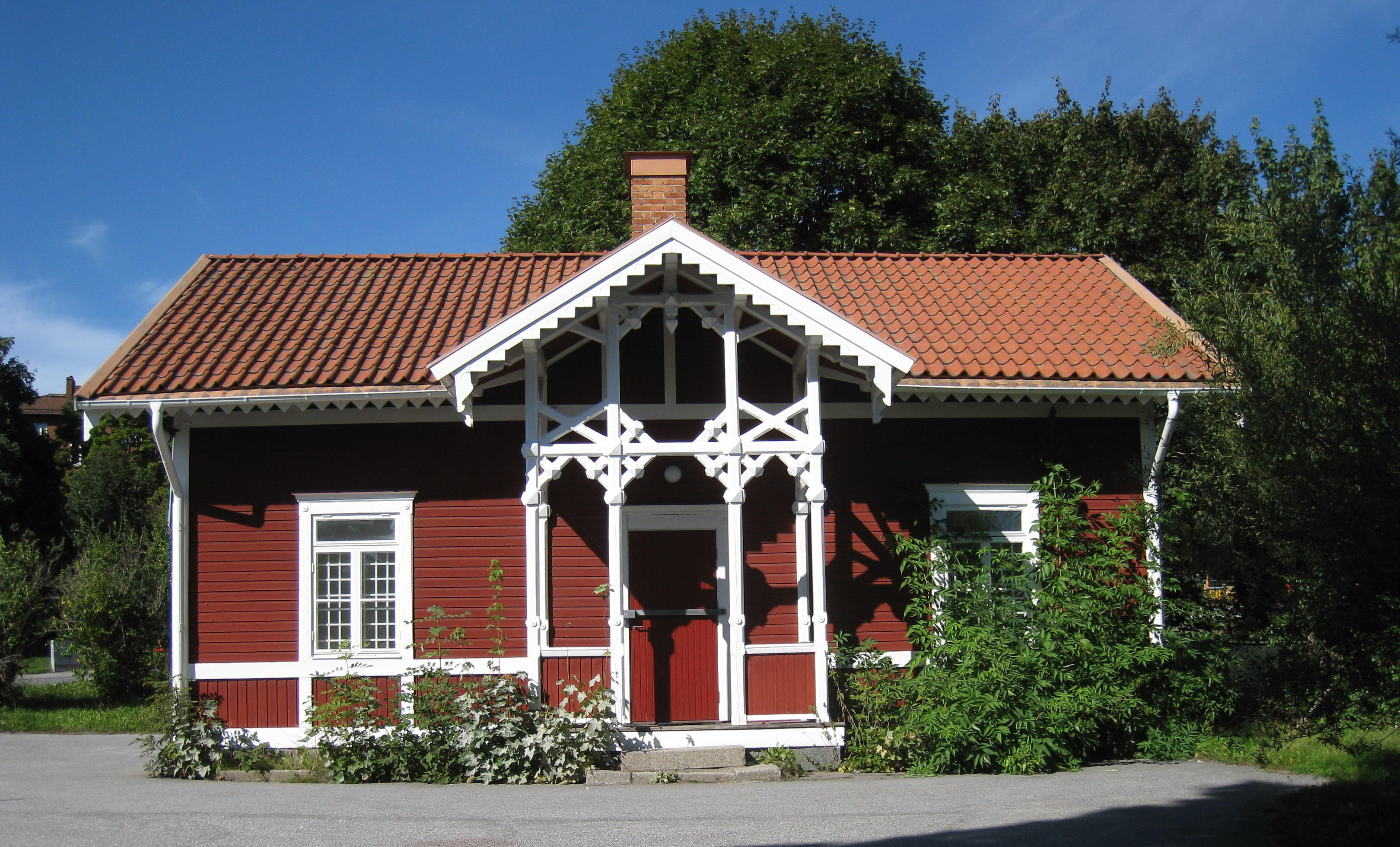
Mangårdsbyggnaden Lilla Ängby byggdes på 1880-talet av "snuskungen" Knut Ljunglöf. Den ligger på nuvarande Blackebergsvägen.

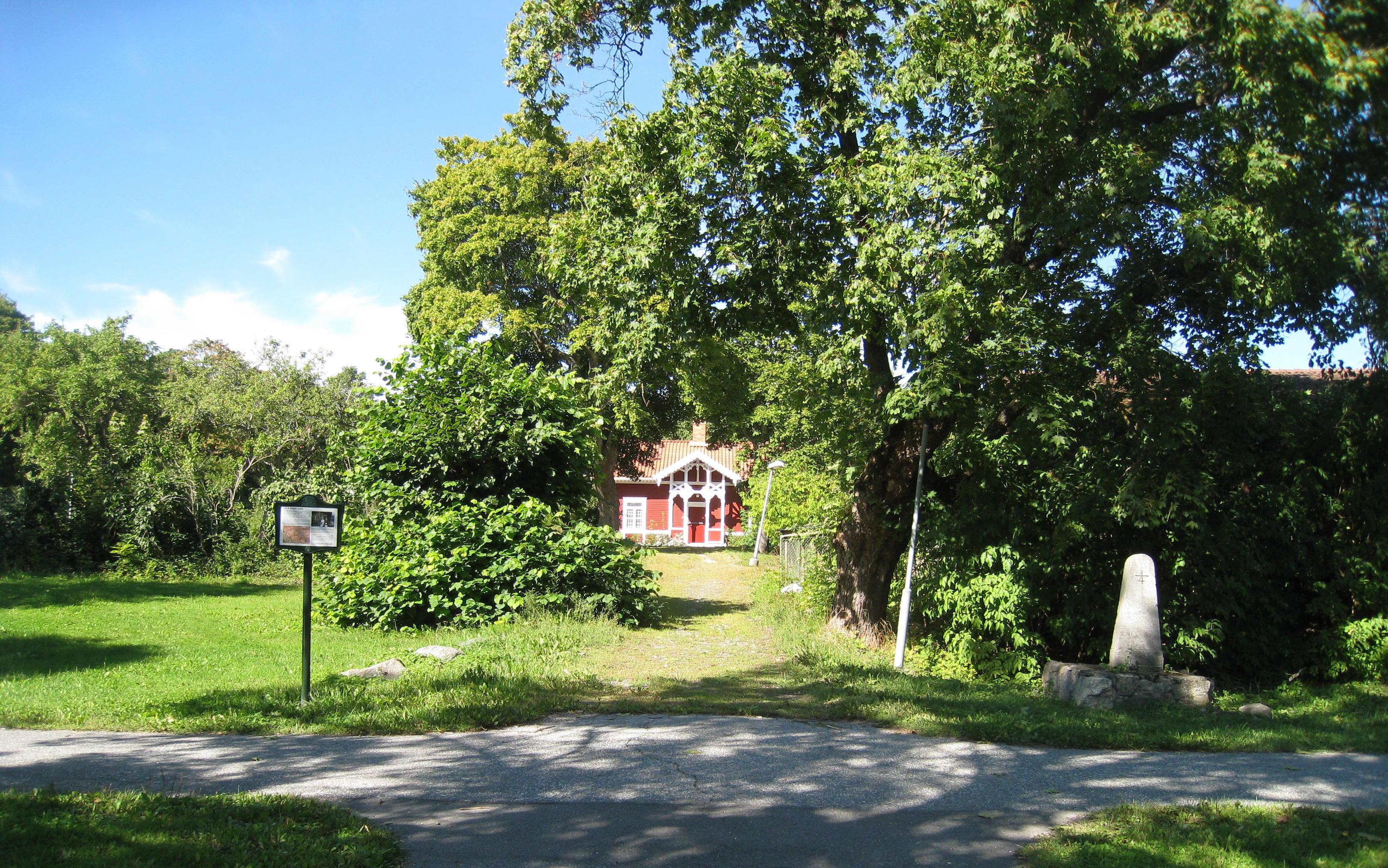
Vy över området med uppfartsvägen till Lilla Ängby gård. Till vänster syns informationsskylt om gården och till höger syns 1/4 milstenen från 1778.

Lilla Ängby gård i Blackeberg är torpstuga på Blackebergsvägen i Blackeberg i Bromma, väster om Stockholm.
Stugan ligger intill Islandstorget och vid gränsen till Södra Ängby och ligger utmed 1600-talets landsväg mellan huvudstaden och färjeläget vid Tyska Botten. Egendomen Lilla Ängby bildades under 1700-talet genom att avskiljas från Stora Ängby. Gården Lilla Ängby med mangårdsbyggnad byggdes på 1880-talet av "snuskungen" Knut Ljunglöf. I stugan vid Lilla Ängby bodde Knut Ljunglöfs trädgårdsmästare.
Gården ligger i en kulturhistoriskt intressant miljö. Flera torp har funnits längs Blackebergsvägen, den forna färdvägen för de kungliga på väg till Drottningholms slott, och ned mot Mälaren. Lilla Ängby gård och torpen längs Blackebergsvägen låg strategiskt placerade längs vägen för de kungliga och hovet till färjeläget. Milstenen vid Lilla Ängby stod också utefter landsvägen.
1778 uppsattes milstenen vid Lilla Ängby av landshövdingen i Stockholms län, Jacob Johan Gyllenborg (1721-1788), vid den gamla vägen från Stockholm till färjestället vid Tyska botten för vidare färd till Drottningholm.

## Historik

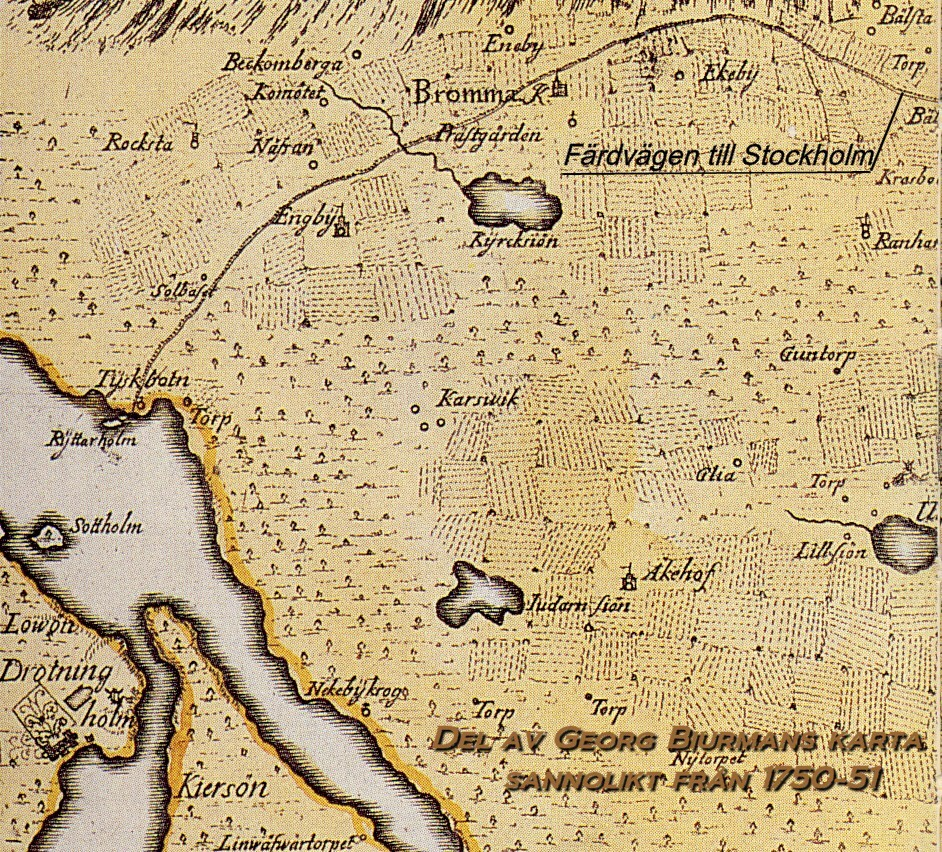
Del av Georg Biurmans karta från 1750-talet,som visar hur Bällstavägen respektive Blackebergsvägen gick ner till Mälaren.

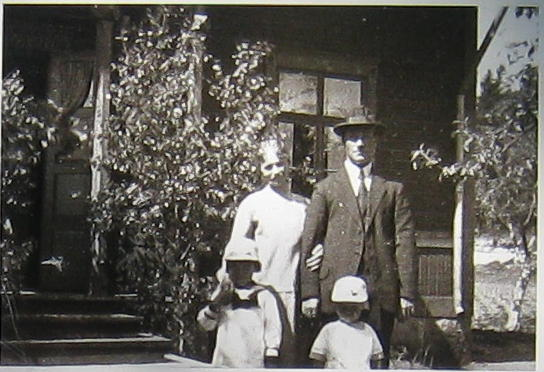
Trädgårdsmästare Gustav Andersson och hans hustru Ester och barn, sönerna Erik och Sven, framför gården. Familjen Andersson arrenderade gården. Foto Bromma hembygdsförenings arkiv.

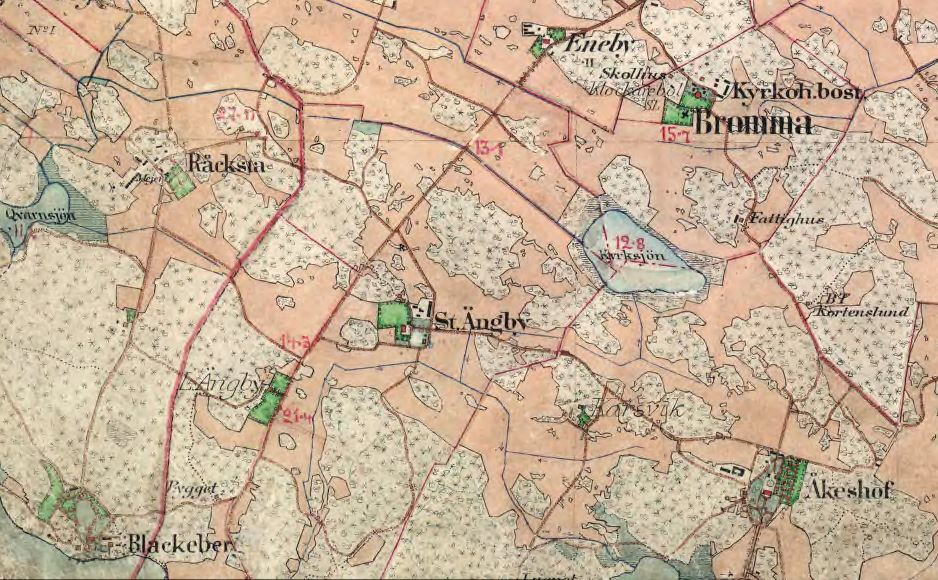
Den häradsekonomiska kartan visar gårdarnas läge i området vid 1900-talets början.

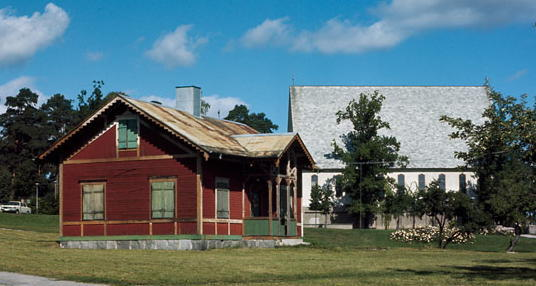
Närbild av Lilla Ängby gård och Ängby kyrka, vy från söder vid Holbergsgatan, fotografi från augusti 1966. Foto Stockholmskällan.

På 1880-talet byggdes gården Lilla Ängby gård vid det som idag har Bällstavägens och delar Blackebergsvägens sträckningar, det vill säga vid nuvarande Blackeberg. Mangårdsbyggnaden byggdes av Knut Ljunglöf. Lilla Ängby gård är en liten rödmålad mangårdsbyggnad, som ligger i hörnet av Holbergsgatan och Blackebergsvägen i Blackeberg. Nordväst om gården finns idag Ängby kyrka, som ligger i Blackeberg vid gränsen till Södra Ängby. Lilla Ängbys stall låg på platsen för nuvarande Ängby kyrka. Gården är vad som finns kvar av en liten bondgård, som avstyckades 1720 från Stora Ängby gård.
Knut Ljunglöf (1833-1920), som var snusfabrikant och kallades "Snuskungen", inköpte Lilla Ängby 1878 och införlivade den med sina övriga marker. Han hade redan 1861 inköpt stora områden i Spånga och i Blackeberg. I Blackeberg lät han riva torpet Blackeberg och byggde ett större hus, stall, i Kvarnviken byggde han på 1880-talet en ny kvarn för storskalig produktion av mjöl.  Åren 1890-1893 lät han uppföra den stora villan, Ljunglöfska slottet med tillhörande park, Ljunglöfska parken, i Blackeberg. Slottet och parken ligger på Blackebergsbacken intill Mälaren.
När Lilla Ängby gård byggdes var området ett jordbrukslandskap. Höjden ovanför nuvarande 1880-talsbyggnad var då sannolikt skogbeväxt och användes av kor som betesmark under sommarhalvåret. Där nu skolor och villor ligger på östra sidan av Blackebergsvägen var förr åker och ängsmark. Mälaren är ungefär 1 km från gården söderut utefter nuvarande Blackebergsvägen.
Lilla Ängby mangårdsbyggnad innehåller kök, två sovrum och en sal. Det har även funnits en ladugård med loge och två växthus. Stallet låg på platsen för nuvarande Ängby kyrka. I närheten fanns också en ankdamm och en brunn. En jordkällare låg vid vägen i närheten av milstenen vid Blackebergsvägen. Lilla Ängby mangårdsbyggnad arrenderas ut.
År 1920 övertog trädgårdsmästare Gustav Andersson och hans hustru Ester arrendet på Lilla Ängby gård. Han kom då närmast från ett arrende på Åkeshov. Gustav Andersson var född 1891 och hans hustru Ester 1886. År 1921 föddes sonen Erik och 1923 Sven. Gården drevs under 1930- och 1940-talen som trädgårdsmästeri, som flitigt anlitades av traktens invånare. Familjen hade husdjur, två kor, en häst, två grisar och höns. Trädgårdsmästare Andersson försörjde trakten med grönsaker, de sålde trädgårdsprodukter som mjölk och ägg till de kringboende och levererade även sina produkter in till staden. Under Gustav Anderssons tid tillbyggdes och förbättrades ladugården och växthusen. Mellan 1920 och 1948 bodde och arbetade Gustav och Ester Andersson på Lilla Ängby.
1926, efter Knut Ljunglöfs död 1920, sålde Knut Ljunglöfs son, Robert Ljunglöf (1885-1950), marken i Lilla Ängby tillsammans med egendomen Blackeberg, som från början var ett torp, till Frimurareorden, som där lät uppföra Frimurarebarnhuset.
1947 köptes gården av Stockholms stad. En förskola och en bollplan har uppförts på gården till nuvarande mangårdsbyggnad.
I oktober 1959 invigdes Ängby kyrka, som ritades av arkitekt Björn Hedvall. Kyrkan har fått ett vackert läge i sluttningen mot Islandstorget och den har en fristående klockstapel. Lilla Ängby ladugård och växthus låg där Ängbykyrkan idag ligger. Intill kyrkan finns en muromgärdad stenplatå, varifrån en liten gångväg leder till Lilla Ängby och milstenen.

## Bilder

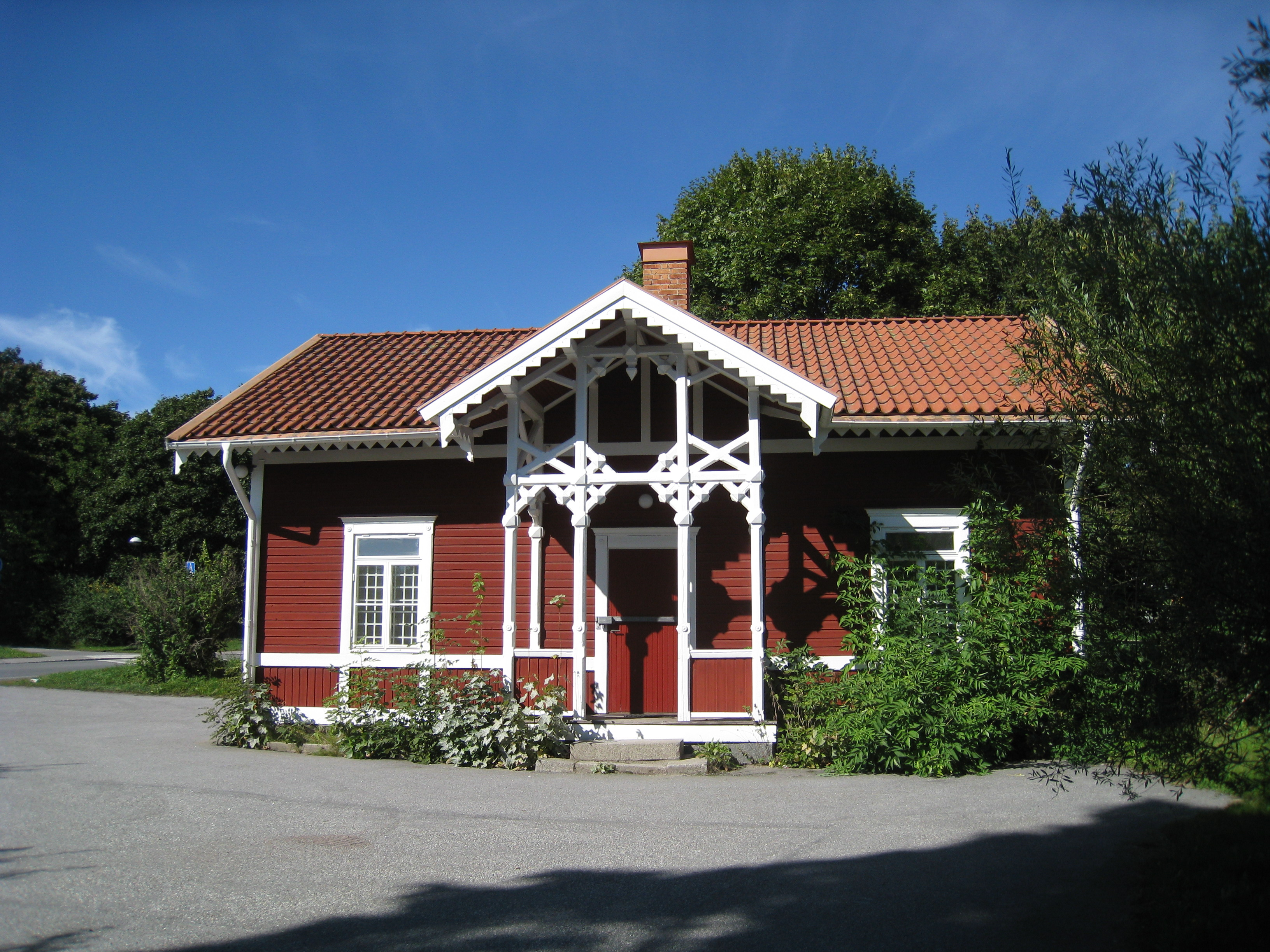
I torpstugan vid Lilla Ängby bodde Knut Ljunglöfs trädgårdsmästare.
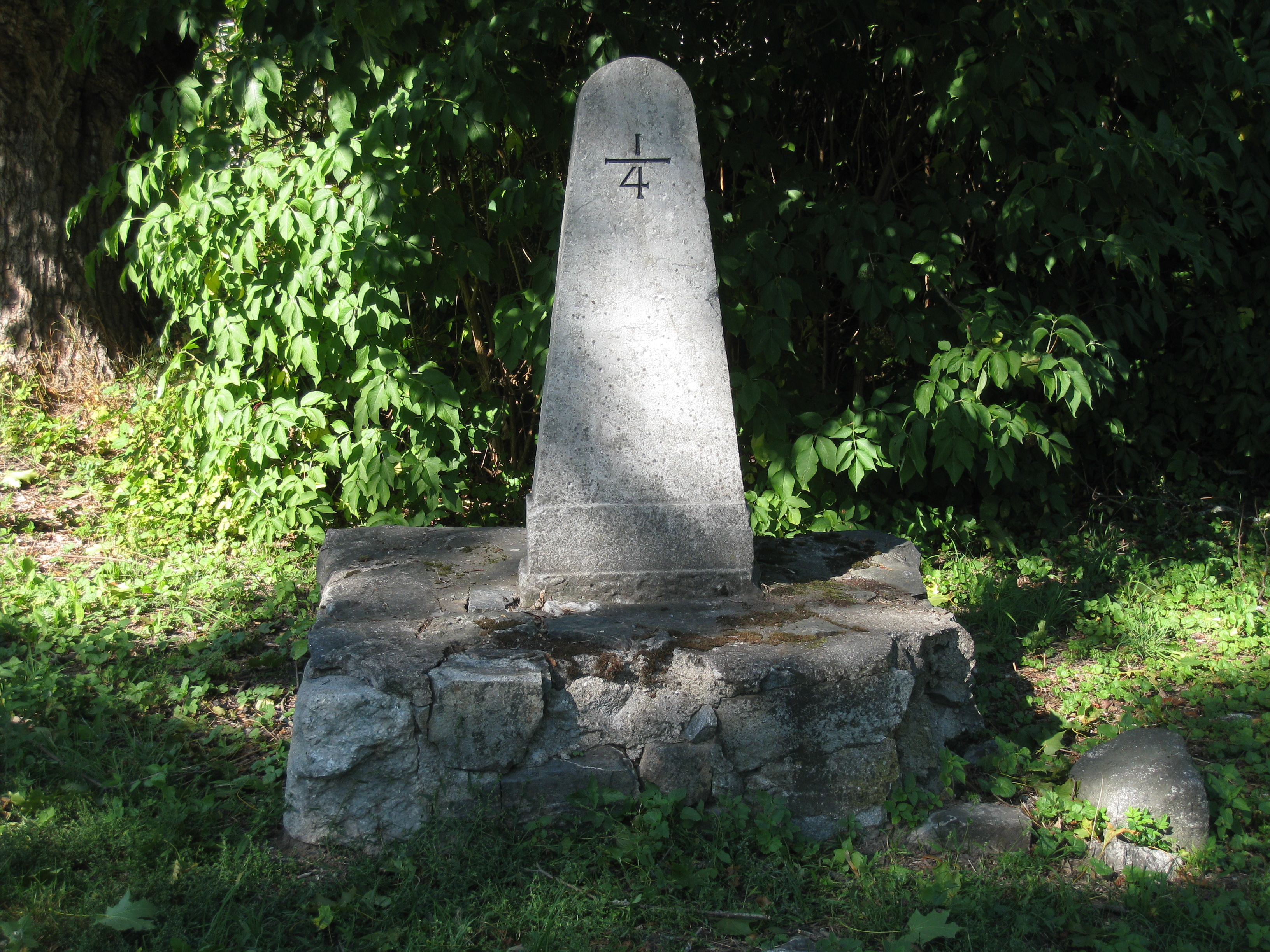
Milstenen, 1/4 milsten, vid Lilla Ängby stod utmed 1600-talets landsväg mellan huvudstaden och färjeläget vid Tyska Botten. Milstenen sattes upp 1778.
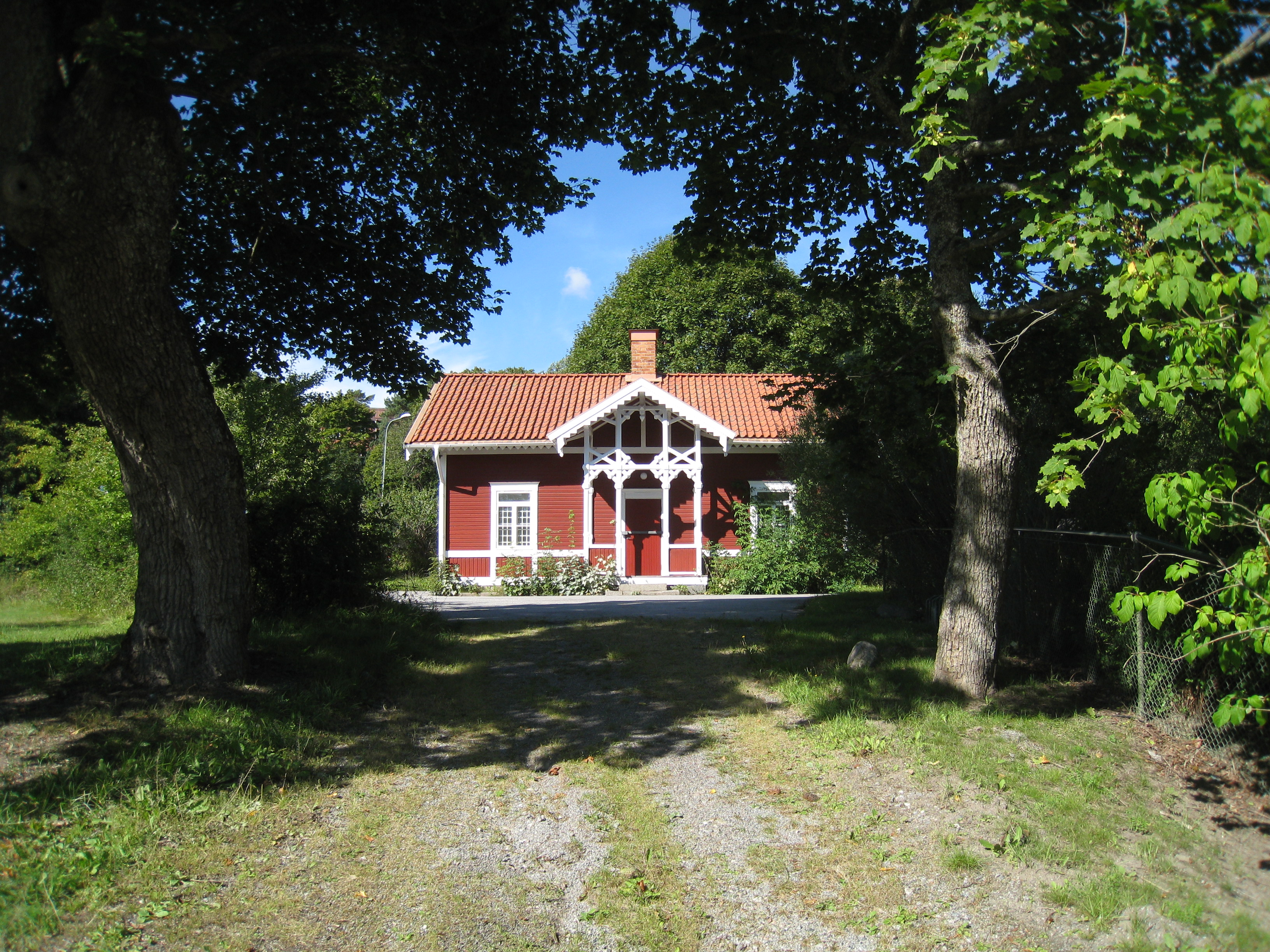
Uppfarten till gården.
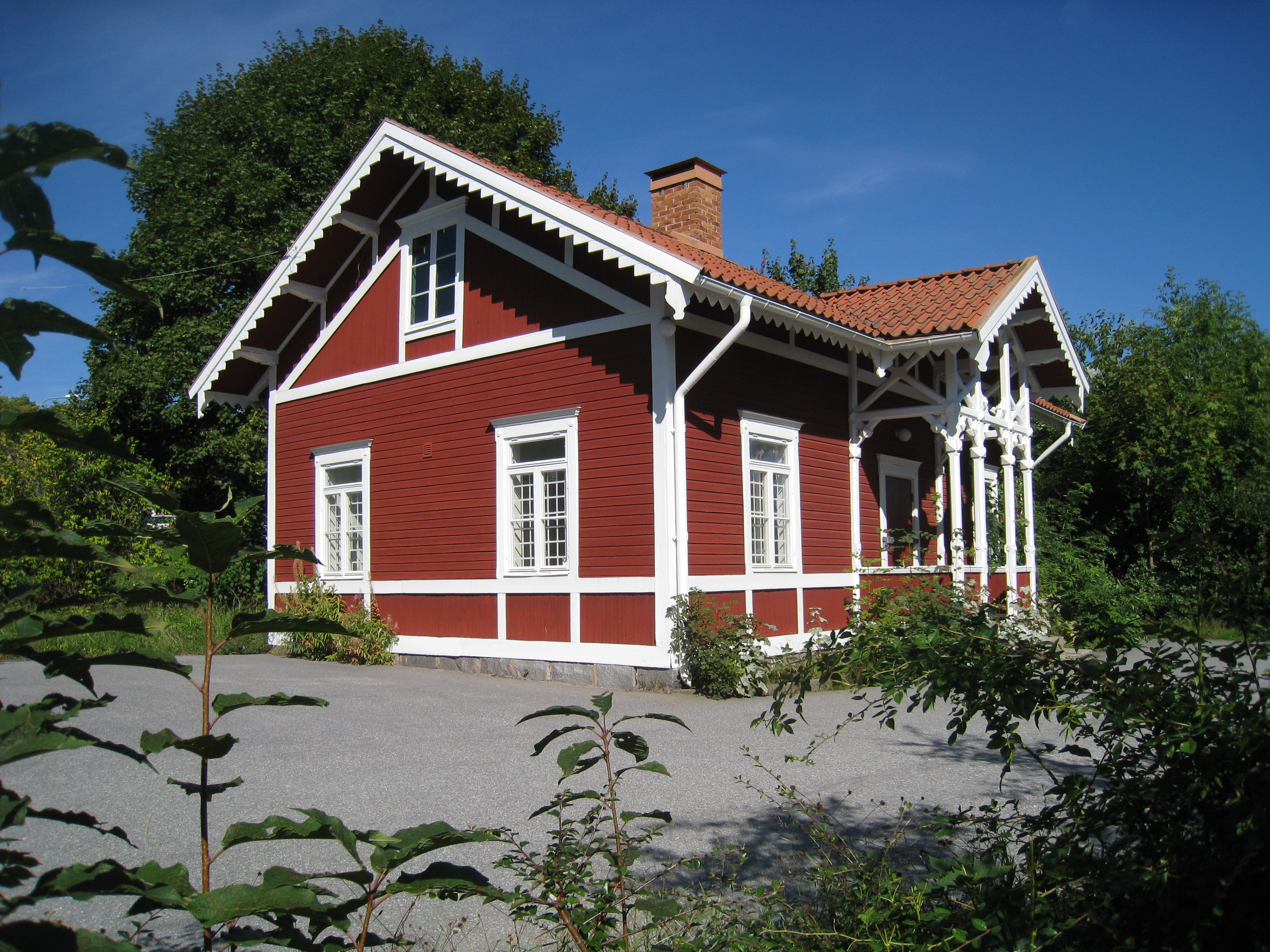
Vy från söder.
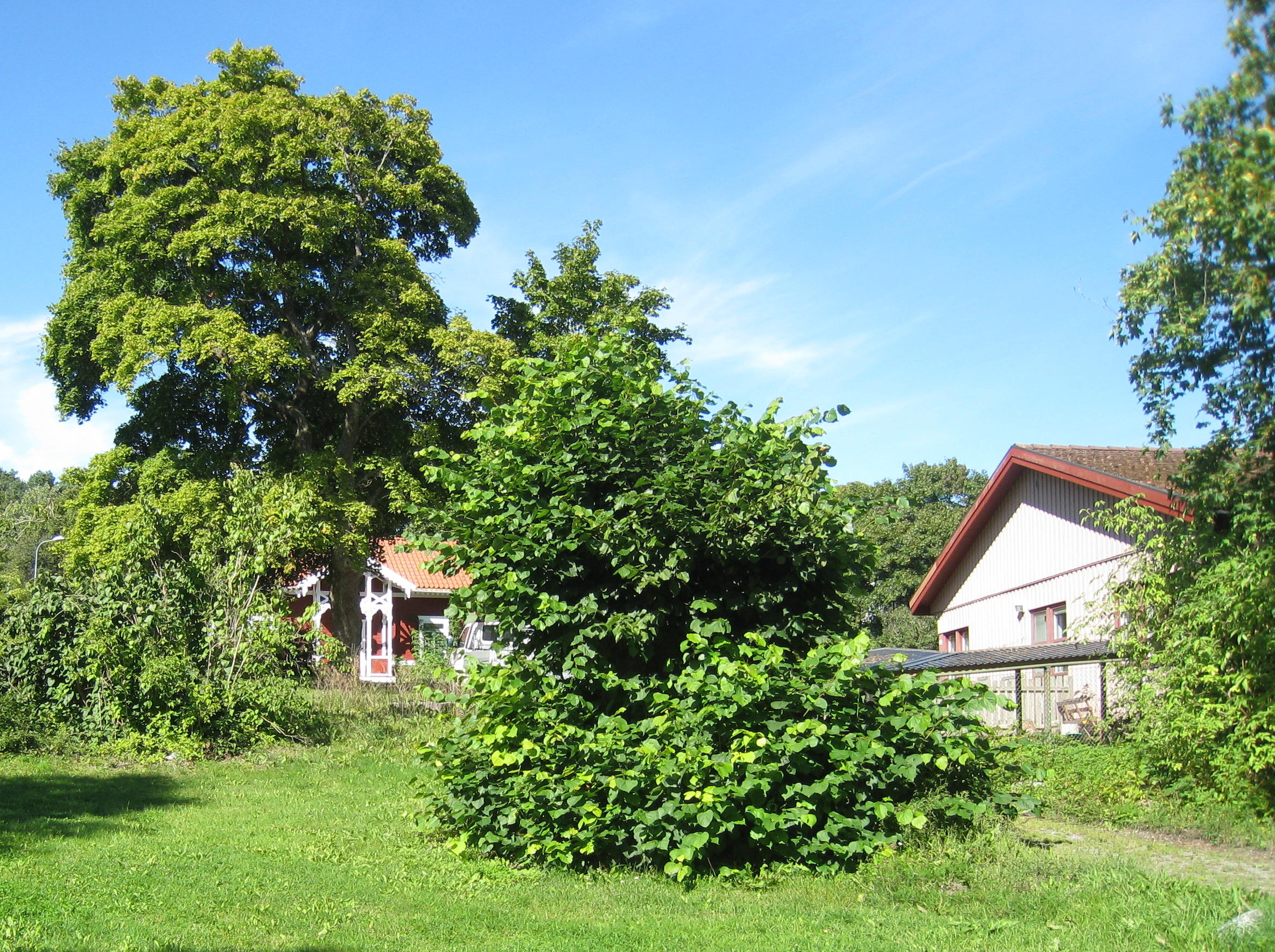
Gården gränsar till en förskola.
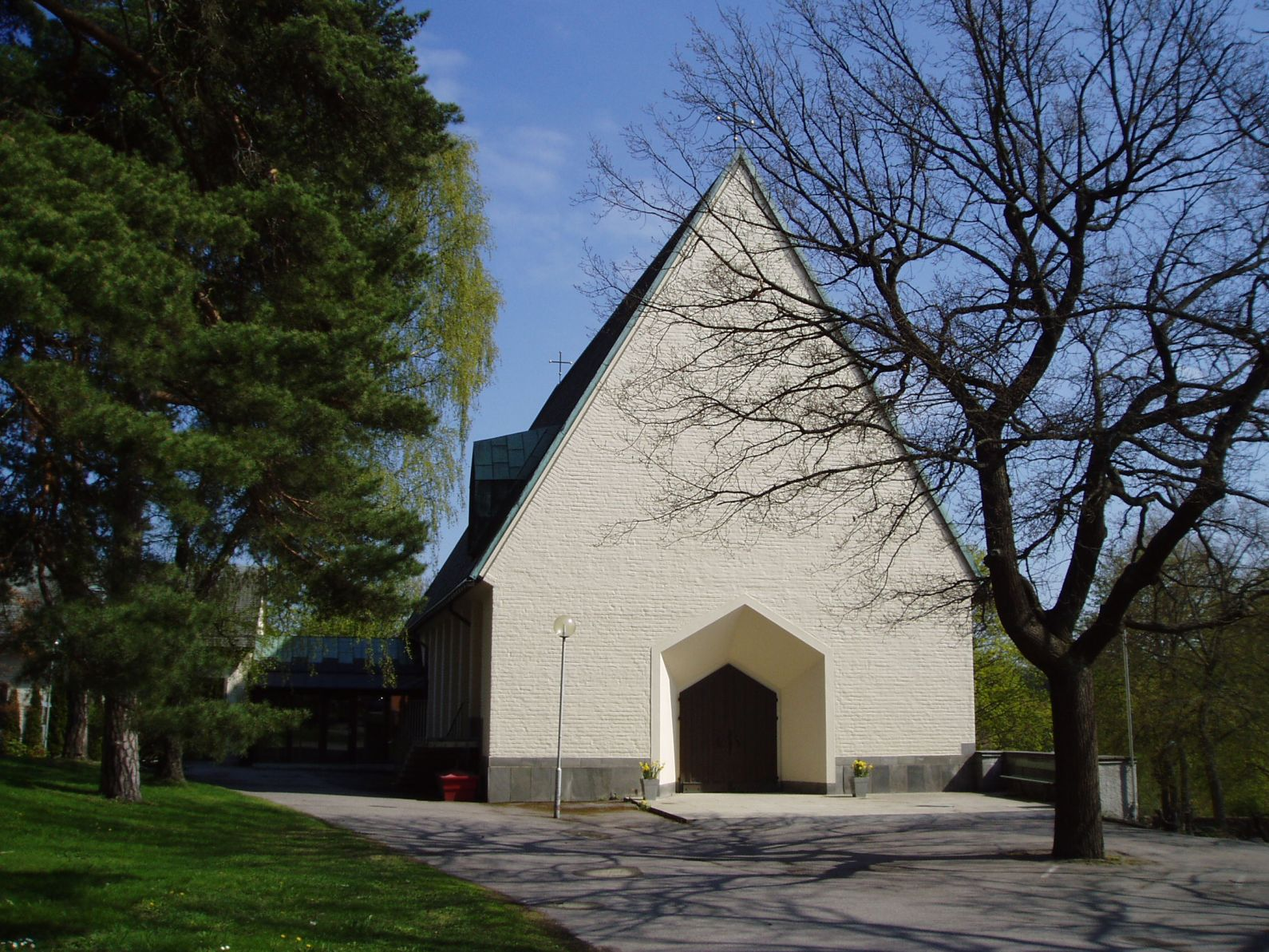
Ladugården och växthuset låg där Ängby kyrka med sin kyrkbacke idag ligger. Kyrkan invigdes 1959.
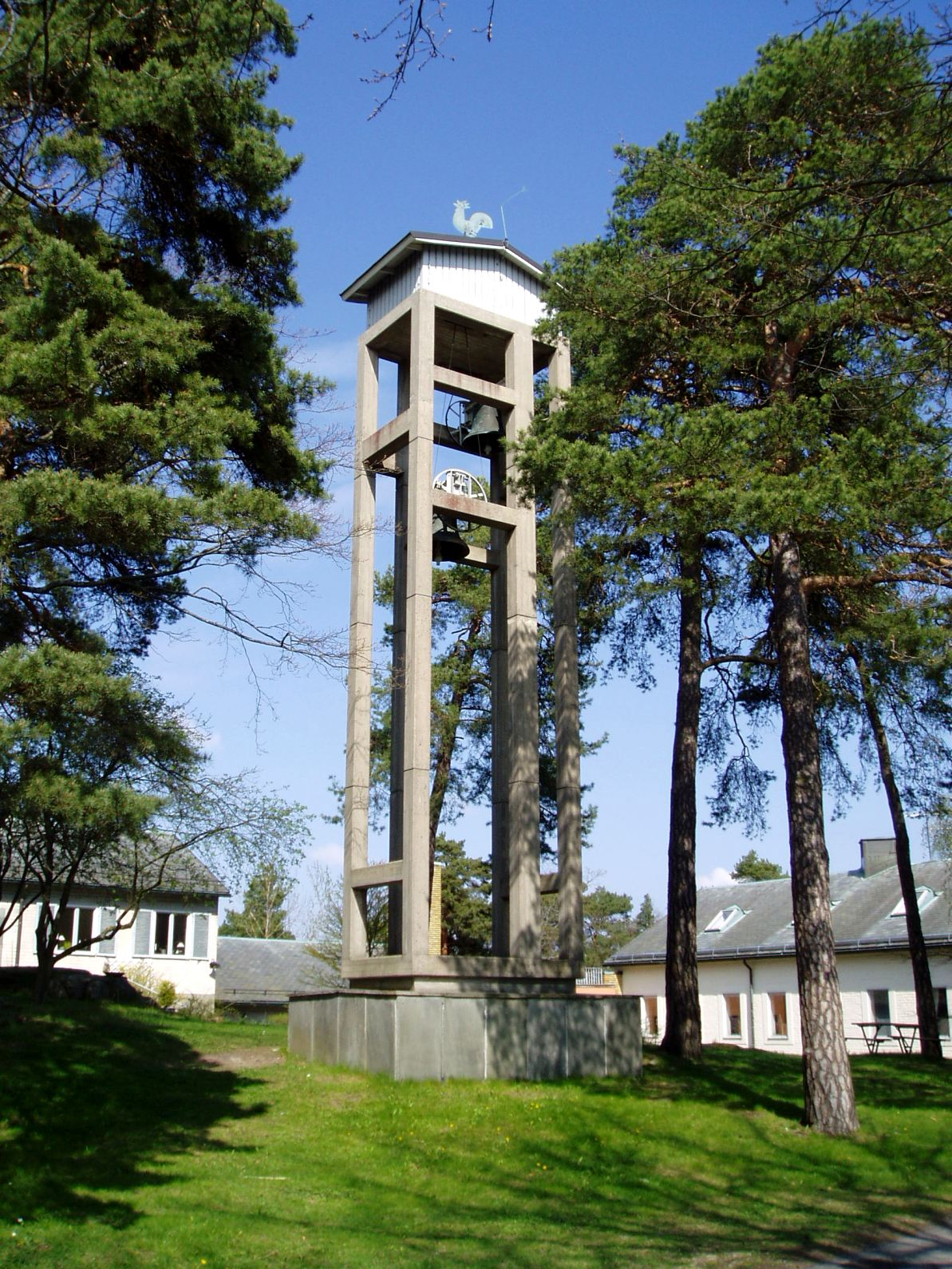
Ängby kyrkas fristående klockstapel har, liksom kyrkan, fått ett vackert läge i sluttningen mot Islandstorget.
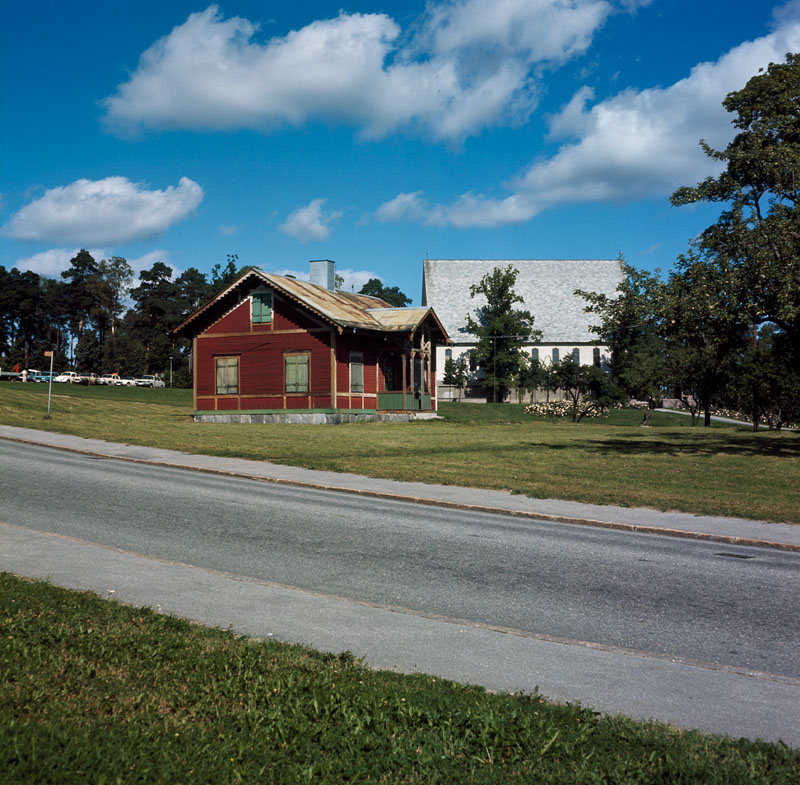
Vy från Holbergsgatan av Lilla Ängby gård och Ängby kyrka, fotografi från augusti 1966. Foto Stockholmskällan.

## 1660 började Drottningholms slott att byggas
Torpet Tyskbåtten låg under Drottningholms ägo och marken övergick till Stockholms stad först år 1936. Torpstugan revs 1915, men den stugan var emellertid inte den ursprungliga torpstugan. När Drottningholms slott började byggas 1660 anställdes en rad tyska hantverkare. Dessa lär inte ha fått bo på slottssidan, utan färjades över till Brommalandet. Uttrycket Botten kommer troligen från det tyska ordet Boden, som betyder mark, därav heter trakten den tyska marken.

## 1689 års indragning av Lilla Ängbys mark
Området, där Lilla Ängby gård ligger, och ända ned till och med Tyska botten innehades av säteriet Stora Ängby. Från Blackebergsvägen leder landsvägen ner till det forna färjeläget mot Drottningholm.
År 1689 drog Kronan in den del av Stora Ängbys marker, som senare blev Lilla Ängbys mark. På denna mark fanns Tyskbåtten nere vid Mälarstranden.
Kronan ägde Tyska botten. Torpet Tyska botten låg nära färjestället till Drottningholm. Nere vid färjeläget, där den gamla vägen fortfarande leder till en brygga, låg torpet och de kungliga stallarna för hovets hästar. På en karta över Ängby 1689 kallas "Torpet Tyska botten". Torpet låg nära färjstället över till Drottningholm. Ett tidigare färjställe kallades 1725 Färjestaden, som var ett torp vid Mälaren. Edvard Bolin säger att ”Här låg färjeställe mot Lovön fram till 1670-talet, då det flyttades några hundra meter västerut till Tyska Botten”. Idag utgörs platsen av Ängbybadet. Färjestadstorpet revs 1965.

## Orsaken till indragningen
Orsaken till indragningen av Lilla Ängbys mark var att Kronan behövde ett nytt färjeläge över till Drottningholm, där slottsbygget pågick för fullt. Man behövde även en väg för materialtransporterna och senare för hovets landresor till Drottningholm. Resorna gick från Kungliga slottet över Norrmalm, genom Solna socken och vidare till Bällsta bro och fram till Tyska Botten. Därför anlades den väg, som idag har Bällstavägens och delar Blackebergsvägens sträckningar. Nere vid färjeläget, där den gamla vägen fortfarande leder till en brygga, låg de kungliga stallarna.

## 1728 blev marken Lilla Ängby egendom
År 1720 ombildades en del av marken till Lilla Ängby egendom. Gården var på 3/8 mantal. Ett mantal är ett äldre mått för taxering. 1728 sålde Kronan större delen av den år 1689 indragna marken vid Tyska Botten. Kronan behöll endast området vid Tyska bottens torp och färjeläget. Resten av området kom att bilda Lilla Ängby egendom om 3/8 mantal.

## Ägobyte 1775
Vid ett ägobyte år 1775 mellan ägarna till Stora Ängby och Lilla Ängby fastställdes "Tyska bottens Landsvägen som en beständig skillnad" mellan de båda gårdarna. Den omtalade Tyska bottens Landsvägen motsvaras av nuvarande Blackebergsvägen.
När broarna och den nya vägen till Drottningholm invigdes 1787 förlorade färjestället sin betydelse. Fram till 1789 låg färjeläget kvar i Tyska Botten här vid Mälaren.

## Fram till 1789 låg färjeläget Tyska botten kvar
Färjeläget med Tyska bottens torp hade anlagts när Drottningholms slott byggdes. Människor besökte tidigt platsen. Om detta vittnar Skålgropsstenen i Södra Ängby från bronsåldern vid Blackebergsvägen. På andra sidan Blackebergsvägen, nära Södra Ängby skola, och mitt emot Lilla Ängby mangårdsbyggnad finns en märklig kultplats, en skålgropssten, en offersten, från bronsåldern, cirka 1800-500 f.Kr. Skålgropsstenen ligger på en berghäll i hörnet av Blackebergsvägen och Zornvägen, nära Islandstorgets T-bana.

## 1878 köpte Knut Ljunglöf Lilla Ängby egendom
"Snuskungen" Knut Ljunglöf inköpte Lilla Ängby 1878 och införlivade den med sina övriga marker i Bromma och Spånga socknar, vilka omfattar gårdarna Råcksta, Wällingby, Beckomberga och Blackeberg.

## 1870-talet
En vän till Knut Ljunglöf, grosshandlare Napoleon Krook, köpte på 1870-talet den sydligaste udden utmed Mälaren, Ekbacken vid Tyska Botten. När Stockholms stad gjorde sina markinköp har detta område varit undantaget.